# 高體副南鰍
高體副南鰍（學名：Paraschistura alta），為輻鰭魚綱鯉形目條鰍科副南鰍屬的其中一種。分布於亞洲阿富汗赫爾曼德河流域，體長可達4.3公分，棲息在河川底中層水域，生活習性不明。

## 扩展阅读
維基物種上的相關：高體副南鰍